# 德惠大曲
德惠大曲是德惠出产的一种浓香型白酒，源于1917年当地创建的“福裕合烧锅”，1949年易名为“德惠县食品厂”，后数度易名。1958年酒厂汲取五粮液工艺，研制成功以高粱为主料酿成的大曲浓香型白酒，命名为德惠大曲，推出后广受欢迎并多次获奖。2004年被松辽禽业联营公司与正大集团的合资企业吉林德大有限公司收购。